# Henry Howard (19e comte de Suffolk)
Pour les articles homonymes, voir Henry Howard et Howard.
Henry Molyneux Paget Howard, 19e comte de Suffolk, né le 13 septembre 1877 au manoir familial de Charlton Park dans le Wiltshire et mort « au nord de Bagdad » le 21 avril 1917,,,, est un aristocrate et militaire britannique, mort au combat durant la Première Guerre mondiale.

## Biographie
Issu de la famille Howard, il est le fils aîné de Henry Howard (18e comte de Suffolk) et 11e comte de Berkshire, membre de la Chambre des communes puis de la Chambre des lords sous l'étiquette du Parti libéral durant la seconde moitié du 19e siècle. Le titre de comte de Suffolk, de la pairie d'Angleterre, remonte à 1603 lorsque le nouveau roi Jacques Ier le crée pour l'amiral Thomas Howard. Celui de comte de Berkshire l'est en 1626 pour son fils Thomas.
Il fait ses études au Winchester College de 1891 à 1894, et entre dans l'armée en 1894 en intégrant le 4e bataillon du régiment du Gloucestershire, régiment d'infanterie, avec le grade de sous-lieutenant. En 1898, à la mort de son père, il hérite des titres de ce dernier, ainsi que d'un siège à la Chambre des lords. Cette même année, il part en Inde pour y travailler comme aide de camp auprès de George Curzon, le vice-roi des Indes et représentant de la reine Victoria, impératrice des Indes. Il y est fait capitaine, et y rencontre et épouse une Américaine, Margaret Leiter, fille du riche homme d'affaires de Chicago Levi Leiter. Le couple a trois enfants, tous des garçons,,.

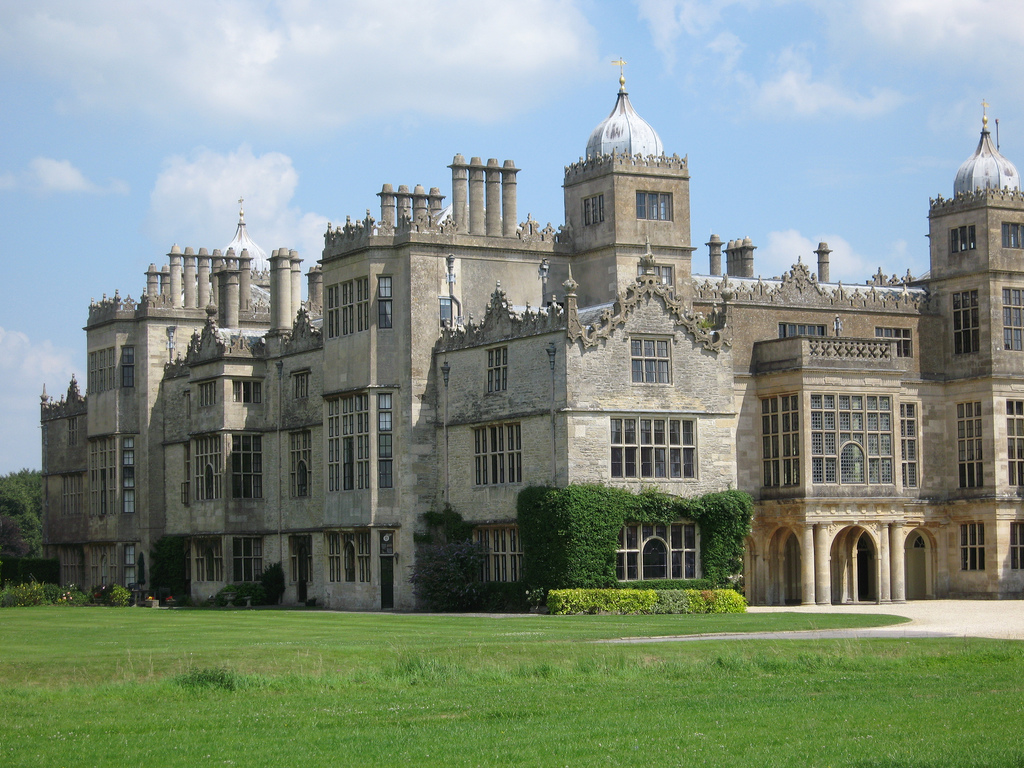
Le manoir de Charlton Park.

De retour en Angleterre en 1904, il réside au manoir de Charlton Park et « pr[end] part activement aux affaires locales ». Lorsque la Grande Guerre se profile, il contribue financièrement à la création d'une batterie d'artillerie pour le Wiltshire. Il en est fait le commandant avec le grade de major ; la batterie du Wiltshire est intégrée à la 3e brigade du Wessex dans la Royal Field Artillery, unité de l'Armée britannique. En 1914 ses hommes et lui sont envoyés à Meerut en Inde, d'où ils sont envoyés participer à la campagne de Mésopotamie contre les Turcs à l'automne 1916. Il est tué au combat près de Baghdad en avril 1917, à l'âge de 39 ans, atteint au torse par un fragment d'obus turc,.
D'abord inhumé sur le champ de bataille, son corps est ensuite déplacé au cimetière militaire de Bassorah,. Il est l'un des quarante-trois parlementaires britanniques morts durant la Guerre et commémorés par un mémorial à Westminster Hall, dans l'enceinte du palais de Westminster où siège le Parlement. Son fils aîné Charles hérite de ses titres de comte et de son siège à la Chambre des lords. En 1940, lors de la débâcle de la France, le jeune comte organise et supervise personnellement l'évacuation de France vers le Royaume-Uni de physiciens dont Lew Kowarski et Hans von Halban, tout le stock d'eau lourde français, 600 tonnes de pièces de machines, ainsi que des diamants d'une valeur de plus de deux millions de livres sterling que lui a confiés l'ambassade britannique à Paris. Il meurt l'année suivante en tentant de désamorcer une bombe allemande tombée dans le Kent. Son fils cadet, Greville, est député conservateur de 1950 à 1966.